# Los mejores planes
Los mejores planes (en inglés The Best Laid Plans) es una novela del estadounidense Sidney Sheldon, escrita en 1997. El título esta posiblemente inspirado en el poema To a Mouse de Robert Burns.[cita requerida]